# NGC 4318
NGC 4318 é uma galáxia elíptica (E) localizada na direcção da constelação de Virgo. Possui uma declinação de +08° 11' 57" e uma ascensão recta de 12 horas, 22 minutos e 43,2 segundos.
A galáxia NGC 4318 foi descoberta em 18 de Janeiro de 1828 por John Herschel.